# Malnutrition
Cet article concerne la faim dans le monde. Pour l'état de manque, voir Sous-alimentation.
 Mise en garde médicale
La malnutrition est un état physiopathologique résultant de l'influence combinée de la sur- ou sous-nutrition (déficience ou excès de calories ou d’un ou plusieurs nutriments) et d'autres facteurs (génétiques, inflammatoires…) sur la composition du corps et sur ses fonctions biologiques.
Son origine peut être une quantité de nourriture inadaptée au besoin (apport calorique insuffisant ou excessif) ou l'ingestion d'aliments de mauvaise qualité (carences nutritionnelles ou excès de sucre, de protéines, de sel, de graisses…) ; d'autres facteurs, notamment psychologiques et pathologiques, interviennent également.
La maigreur squelettique, symbole habituel de la malnutrition, illustre les effets de la sous-nutrition, mais la malnutrition prend bien d'autres formes, dont l'obésité. Quels que soient la forme et le poids du corps, une personne peut être malnutrie. Et, qu'une personne ait une allure maigre, normale ou obèse n'indique pas l'état de malnutrition.
La malnutrition n'est pas la sous-alimentation ou la suralimentation (en). Mais la sur- ou sous-alimentation sont des causes de malnutrition.
Dans les pays en développement elle est souvent liée à la « sous-alimentation » mais partout dans le monde, d'autres formes de malnutrition existent, débouchant notamment sur l'obésité et sur de graves carences. L'Organisation des Nations unies (ONU) parle à ce propos de « faim invisible » ou « faim cachée » (hidden hunger en anglais), affectant deux milliards de personnes, carencées en oligo-éléments et en vitamines, ce qui peut causer des maladies mortelles. La « faim cachée » (« déficience en micronutriments ») existe aussi dans les pays développés (phénomène de malbouffe, décrivant une nourriture à forte densité énergétique et pauvre en éléments nutritifs).
Dans certains contextes, la consommation de certains aliments riches en minéraux (céréales complètes, légumineuses, noix…) n'empêchent pas des carences en minéraux, si leurs minéraux sont rendus non biodisponibles par des anti-nutriments (tanin, acide phytique, lectines, inhibiteurs d'enzymes) naturellement présents.
Parce qu'elle réduit la qualité de vie, la santé publique et réduit la longévité, la malnutrition fait l'objet de travaux de recherche. Rien qu'au Royaume-Uni, son coût a été estimé (en 2005) à plusieurs milliards d'euros par an.

## Éléments de définition
Une étude a (en 2010) montré qu'il n'y a pas d'accord entre experts sur la définition précise ou scientifique de la malnutrition. Elle est souvent définie comme un état pathophysiologique ou une pathologie systémique aux conséquences et étiologies multiples. Séparer les approches quantitative et qualitative est obsolète et réducteur.
L'Organisation mondiale de la santé (OMS), la FAO, les organisations humanitaires s'y consacrant, les experts et les différentes études faites sur le sujet conviennent qu'elle peut être la conséquence de plusieurs facteurs, le plus souvent associés. Les carences alimentaires sont fréquemment à la fois quantitatives et qualitatives, elles sont une cause très fréquente de malnutrition, mais d'autres facteurs entrent très souvent aussi en jeu, allant de la génétique au microbiote intestinal en passant par des processus inflammatoires et des tabous religieux et éléments culturels.
La suralimentation (qui conduit à l'obésité) découle d'un bilan nutritionnel positif. La dénutrition découle d'un bilan nutritionnel négatif. Il semble y avoir (en 2010) un consensus sur le fait que la définition de la malnutrition doit inclure au moins les notions de carence en énergie, carence en protéines et diminution de la masse lipidique, de même que des effets sur les fonctions du corps et de l'esprit, et l'inflammation. Beaucoup d'experts insistent su le caractère involontaire de perte de poids, sur la mesure de l'IMC et des apports nutritionnels. Mais aucun consensus n'existe en termes de seuils.
Les relations entre les calories, le sucre, les lipides, les protéines, les oligoéléments (vitamines notamment) et la survenue de maladies courantes ou rares sont de mieux en mieux comprises, de même que l'importance du microbiote intestinal, grâce notamment à un suivi de 150 substances biochimiques fondamentales dans nos aliments par le département américain de l'Agriculture, et à diverses bases de données. Mais une étude récente (2020) basée sur l'apprentissage automatique et l'intelligence artificielle, conclut que le régime alimentaire humain comprend au moins 26 000 éléments biochimiques – dont la grande majorité est encore inconnue . En 2020, Sharon Friel (chercheuse en équité face à la santé à l'Université de Canberra) et ses collègues montrent que le système alimentaire n'est pas juste et que « le pouvoir du commerce mondial peut l'emporter sur les besoins environnementaux et nutritionnels » ; le commerce mondial peut entraver les efforts de lutte contre la malnutrition en freinant l'adoption de lois et réglementations pertinentes pour atteindre les objectifs mondiaux en matière de nutrition (et de changement climatique, le climat étant l'un des facteurs de production alimentaire), d'autant plus que « les règles du commerce mondial établies par l'Organisation mondiale du commerce (OMC) sont juridiquement contraignantes pour les pays, alors que les politiques sur le changement climatique ou la nutrition ne le sont souvent pas ».
Quelques exemples illustrent ce qu'est la malnutrition :
- Niger (été 2005) : les principaux cas de malnutrition rencontrés sont essentiellement dus à une carence majeure en apport alimentaire, du fait de la prolongation de la sécheresse et de l'invasion des zones cultivables par des criquets, ces deux causes ayant conduit à des récoltes très insuffisantes ;
- Liberia (2004-2005) : l'apport alimentaire est suffisant pour les populations, à la fois grâce à des récoltes et des importations non négligeables, ainsi que grâce à des distributions alimentaires régulières par le PAM. Mais les taux de malnutrition sont importants, surtout en zone urbaine ; essentiellement en raison de pratiques de soins inadaptées, dont les causes sont multiples. Les mères ne peuvent fournir à leur enfant des soins efficaces, du fait d'un déficit cognitif, de troubles post-traumatiques, d'une relation pathologique avec l'enfant, etc.
- Afghanistan (2002-2005) : si les carences alimentaires jouent un rôle important dans la malnutrition du pays, on constate aussi que beaucoup d'enfants refusent les soins (alimentation y compris) qui leur sont prodigués, du fait d'un traumatisme psychologique important (comme au Rwanda après le génocide, et dans beaucoup de camps de réfugiés et déplacés dont les résidents ont vécu des événements traumatiques).
- Europe (2006) : 57 % de la population a un apport insuffisant en iode[11],[12], et 10 % de la population souffre d'anémie[11].
- États-Unis : 25 % des enfants sont carencés en magnésium, calcium et vitamines A, D et E[13] et 50 % manquent de vitamines D et E[13].

Ces exemples montrent qu'une approche purement alimentaire de la malnutrition ne peut suffire ; la plupart des acteurs internationaux luttant contre la malnutrition ont dû adapter leur prise en charge avec des programmes parallèles, allant de la stimulation psycho-sociale des mal-nourris à leur prise en charge psychologique.
L'obésité relève souvent également de la malnutrition (mais ce n'est pas sa seule étiologie ; des facteurs génétiques peuvent conduire à une surabsorption des nutriments). Des causes anatomiques ou physiologiques acquises (troubles acquis du fonctionnement des organes de la digestion, ou de la mobilité, par exemple) existent aussi, avec un apport alimentaire inadapté étant une conséquence d'un trouble psychologique ou d'un mode de vie.
La baisse de nutriments (great nutrient collapse) et vitamines présents dans l'alimentation due à l'élévation du CO2,,, des pratiques agricoles intensives et à l'appauvrissement des sols ont également un impact. Le bétail peut aussi être affecté par une carence en minéraux.
L'augmentation des carbohydrates dans l'alimentation augmente la production de T3 de la thyroïde, ce qui augmente les besoins en iode. Les sources environnementales naturelles d'iode pour la population deviennent alors insuffisantes et la déficience en iode se développe. Depuis la révolution agricole il y a 10 000 ans, l'homme base son apport énergétique sur les carbohydrates dans pratiquement toutes les régions du monde, entraînant une déficience en iode globale.

## Effets

### Mortalité
La mortalité ferait suite à une malnutrition dans 58 % des cas de mortalités générales en 2006 : « dans le monde, 62 millions d'individus, pour toutes causes de mort, décèdent chaque année ». Un individu sur douze dans le monde est mal-nourri. En 2006, plus de 36 millions d'individus sont morts de la faim ou de maladies généralement liées à des insuffisances alimentaires.
D'après l'OMS, la malnutrition est la plus grande cause de mortalité juvénile, présente dans la moitié des cas. Six millions d'enfants meurt de faim chaque année. Le sous-poids et les restrictions alimentaires causent annuellement 2,2 millions de décès chez les enfants. La lactation faible ou inexistante cause 1,4 million de morts. D'autres insuffisances, comme le manque de vitamine A ou de zinc, par exemple, en comptent 1 million. La malnutrition chez les enfants de moins de 2 ans est un cas irréversible. Les enfants mal-nourris grandissent avec des complications de santé. Leurs propres enfants sont également plus petits que la norme. La malnutrition était auparavant perçue comme empirique dans certaines maladies comme la rougeole, pneumonie et la diarrhée. Mais la malnutrition cause aussi bien les maladies et peuvent être mortelles.

### Conséquences
La malnutrition
- diminue l'immunité et augmente donc les risques d'infections et de maladies ; par exemple, elle est un risque majeur dans le développement de la tuberculose[24].
- affecte la capacité de travail et de vie sociale ; là où l'accès à l'eau potable et à une nourriture de qualité est inexistant, une faible énergie physique et psychologique est ressentie, et les victimes sont incapables de remplir les tâches quotidiennes ou fournir ou acquérir une éducation correcte (chez les enfants).
- affecte la santé reproductive et le développement physique, neurocérébral et cognitif du jeune enfant, d'où l'importance accordée à la nutrition chez la femme enceinte et allaitante et chez le jeune enfant[25].
- enfants, personnes âgées[26],[27], malades[28] (et patients hospitalisés[29]) y sont plus vulnérables.

### Psychologie
La malnutrition, dans la forme d'une carence en iode, est « la cause la plus répandue de trouble mental dans le monde ». Même une carence modérée en iode, particulièrement chez les enfants et femmes enceintes, diminue l'intelligence de 10 à 15 de QI. Les effets les plus visibles et conséquentes — sans compter le crétinisme ou le nanisme — affecte une minorité, particulièrement localisée dans les villages.
La malnutrition peut être source ou conséquence d'une douleur morale. Un traitement nutritionnel peut aider à soigner la dépression, le trouble bipolaire, la schizophrénie et le trouble obsessionnel compulsif, les quatre troubles mentaux les plus répandus dans les pays développés.
Un traitement supplémentaire pour aider à améliorer et à stabiliser l'humeur incluent l'acide eicosapentaénoïque (EPA) et l'acide docosahexaénoïque (DHA), la vitamine B12, la vitamine B9 et l'inositol.

### Cancer
Le cancer est désormais présent dans les pays en développement. D'après une étude faite par le Centre international de recherche sur le cancer (CIRC), « dans les pays en développement, les cancers du foie, de l'estomac et de l'œsophage sont les plus répandus […] ». Le cancer du poumon augmente rapidement avec le tabagisme. Les pays développés incluent les cancers du colon, du rectum, du sein et de la prostate — et peuvent être causés par l'obésité, le manque d'exercice (de sport), l'alimentation et l'âge.

### Hyponatrémie
Un manque réel d'eau, sans renouvellement en sel de sodium et de potassium, mène à l'hyponatrémie, qui peut de loin conduire à une intoxication par l'eau d'un niveau dangereux (ainsi, en 2007, une américaine nommée Jennifer Strange est morte durant un concours de buveurs d'eau. Plus souvent, l'hyponatrémie survient lors d'une endurance à long terme (compétitions et entraînements tels que les marathons ou triathlons) et cause petit à petit des troubles incluant maux de tête, étourdissements et confusion ; dans de très sévères cas elle implique un coma, des convulsions et la mort.

## Conséquences mondiales 2023
En 2006, plus de 3,5 milliards de personnes souffrent de carence en fer, deux milliards sont en danger de carence en iode et 200 millions d'enfants d'âge préscolaire sont victimes d'insuffisance en vitamine A.
Dans les pays en développement, les insuffisances alimentaires causent des maladies comme le kwashiorkor, l'anémie (qui attaque le système sanguin et empêche la concentration), le rachitisme (qui empêche le développement normal des os de l'enfant) ou la cécité (causée par des carences en vitamine A). Le rapport de 2004 de l'Unicef et la Banque mondiale dresse un bilan terrifiant : les carences en fer parmi les bébés de 6 à 24 mois affectent le développement mental de 40 à 60 % des enfants des pays en développement ; les carences en iode ont fait reculer la capacité intellectuelle de ces pays de 10 à 15 %, et causent la naissance de 18 millions d'enfants handicapés mentaux par an ; le manque de vitamine A entraîne la mort d'un million d'enfants chaque année.
Chez les adultes, les plus affectés sont souvent les femmes : l'anémie causée par le manque de fer entraîne la mort de 60 000 jeunes femmes pendant leur grossesse ou leur accouchement ; le manque d'acide folique cause un décès par maladie cardiaque sur dix. Les carences s'additionnent et rendent l'organisme plus vulnérable à d'autres maladies. L'impact économique est énorme, la baisse d'énergie associée aux carences causant une chute de 2 % du PNB dans les pays les plus affectés.
La sous-alimentation affecte quelque 800 millions de personnes dans le monde, tandis que l'obésité affecte plus de 300 millions de personnes (voir ces articles pour les détails). Selon MSF, en moyenne sur 2009, un enfant est mort de malnutrition toutes les six secondes (soit plus de cinq millions sur l'année). La lutte contre la malnutrition est par ailleurs l'un des huit Objectifs du millénaire pour le développement, initiés en 2000 par l'ONU. La troisième cible de cet objectif vise à réduire de moitié le nombre de personnes souffrant de malnutrition entre 1990 et 2015.
Dans un rapport publié en octobre 2014, l’Institut international de recherche sur les politiques alimentaires (IFPRI) insiste sur le fléau souvent négligé de la faim invisible. Cette forme de malnutrition touche plus de 2 milliards de personnes et survient lorsque l’apport ou l’absorption de vitamines et minéraux ou oligo-éléments (zinc, iode, fer, vitamines A et B) ne suffisent pas à assurer une bonne santé et un bon développement.

## Lutte contre la malnutrition
L’action contre la malnutrition prend en compte les caractéristiques de cette pathologie qui ont été décrites ci-dessus. Elle vise plus particulièrement les enfants qui sont les premiers touchés, causant la mort de 2,6 millions d'enfants chaque année dans le monde.
Elle est menée par une grande variété de structures depuis les organisations internationales jusqu’aux associations humanitaires.
La fortification de produits alimentaires consiste à ajouter un élément chimique à un produit afin de lui apporter des vitamines et minéraux qui ne sont pas naturellement présent. C'est une pratique courante pour lutter contre les déficiences.
Dans les pays développés, les céréales de petit déjeuner sont souvent fortifiés pour lutter contre les carences de la population. En Australie, 40 % du fer provient des céréales et 20 % du fer provient de la viande,. En Grande Bretagne, 45 % du fer vient des céréales et 20 % viennent de la viande,.
De nombreux pays fortifient le sel pour contrer la carence en iode. Mais après ouverture de l'emballage du sel, 50 % de l'iode a disparu.L'iode contenu dans le sel iodé est biodisponible à 10 %.

### Actions notables de dépistage/prévention
l'Unicef s'efforce de prévenir les pires effets de la malnutrition en accordant aux pays des financements et des aides pour distribuer des micronutriments essentiels pour renforcer le système immunitaire, comme le fer et la vitamine A, durant les campagnes de vaccination ou à travers des aliments enrichis.
L'Unicef, les gouvernements, les producteurs de sel et des organisations du secteur privé tentent aussi d'éliminer la carence en iode, qui est la principale cause des retards mentaux et des lésions cérébrales évitables, dans le cadre de la campagne d'information sur l'iodation universelle du sel (USI).
Dans les communautés, l'Unicef explique aussi comment offrir aux enfants une bonne nutrition aux personnes qui en ont la charge, en pratiquant l'allaitement maternel, par exemple.
Dans les situations d'urgence, l'Unicef évalue les besoins nutritionnels et sanitaires des populations affectées, encourage l'allaitement maternel en créant des espaces protégés pour les femmes enceintes et qui allaitent, fournit des micronutriments essentiels, soutient des centres d'alimentation thérapeutique pour les enfants atteints de malnutrition grave et fournit des vivres pour les orphelins.
Le lait riche en énergie spécialement fabriqué pour les enfants sévèrement malnutris, l'est généralement en mélangeant du lait de vache (lait en poudre), de l'huile et du sucre. Or en région tropicale les chèvres produisent un lait de qualité et souvent moins cher. Des études ont montré qu'il était aussi efficace que le lait de vache pour lutter contre la malnutrition.
Antenna Technologies a développé des outils et des formations pour produire de manière locale, durable et pérenne un complément alimentaire exceptionnel : la spiruline, une micro-algue qui peut être cultivée localement et apporte des nutriments indispensables tels la vitamine A, les acides aminés essentiels, le fer… En relation avec des structures locales, Antenna développe dans différents pays d’Afrique et d’Asie des bassins de production de spiruline qui accèdent ensuite à l’autonomie financière par la commercialisation d’environ 60 % de la production, le reste étant distribué dans des écoles, dispensaires, hôpitaux… Pour compléter, des centres d’éducation à la nutrition et des cultures légumières sont maintenant développées.
En 2011 au Niger, l'ONG ALIMA a développé une nouvelle approche de dépistage de la malnutrition. Dans la région du Sahel, les visites en centres de santé sont peu fréquentes et lorsque les enfants sont dépistés, ils sont souvent dans des états avancés de maladie les plaçant face à un risque accru de complications. Face à ce constat, ALIMA a mis en place avec son partenaire BEFEN (Bien-être de la femme et de l'enfant au Niger) une stratégie visant à former les mères à l'utilisation des bracelets de périmètre brachial MUAC pour détecter plus rapidement les premiers signes de la malnutrition et permettre une meilleure prise en charge des enfants atteints. Cette approche a ensuite été adoptée par l'UNICEF ainsi que plusieurs ministères de la santé nationaux dans les pays d'intervention d'ALIMA. À ce jour[Quand ?], plus d'1 million et demi de mères ont été formées à l'utilisation de ce bracelet.

## Épidémiologie
- Aucune donnée
- Moins de 150
- 150-300
- 300-450
- 450-600
- 600-750
- 750-900
- 900-1050
- 1050-1200
- 1200-1350
- 1350-1500
- 1500-1750
- Plus de 1750

Espérance de vie corrigée de l'incapacité concernant la malnutrition sur 100000 habitants en 2002

Il existe 920 millions d'individus en malnutrition en 2010, 80 millions d'individus de plus qu'en 1990, bien que le monde fabrique assez de nourriture pour nourrir tout le monde — 6 milliards d'individus — et puisse théoriquement nourrir le double — 12 milliards d'individus.
| Année                                     | 1990 | 1995 | 2005 | 2008 |
| ----------------------------------------- | ---- | ---- | ---- | ---- |
| Nombre d'individus mal-nourris (millions) | 843  | 788  | 848  | 923  |

| Année                                    | 1970 | 1980 | 1990 | 2005 | 2007 |
| ---------------------------------------- | ---- | ---- | ---- | ---- | ---- |
| Pourcentage des individus sous-alimentés | 37 % | 28 % | 20 % | 16 % | 17 % |